# Impacto ambiental da pesca

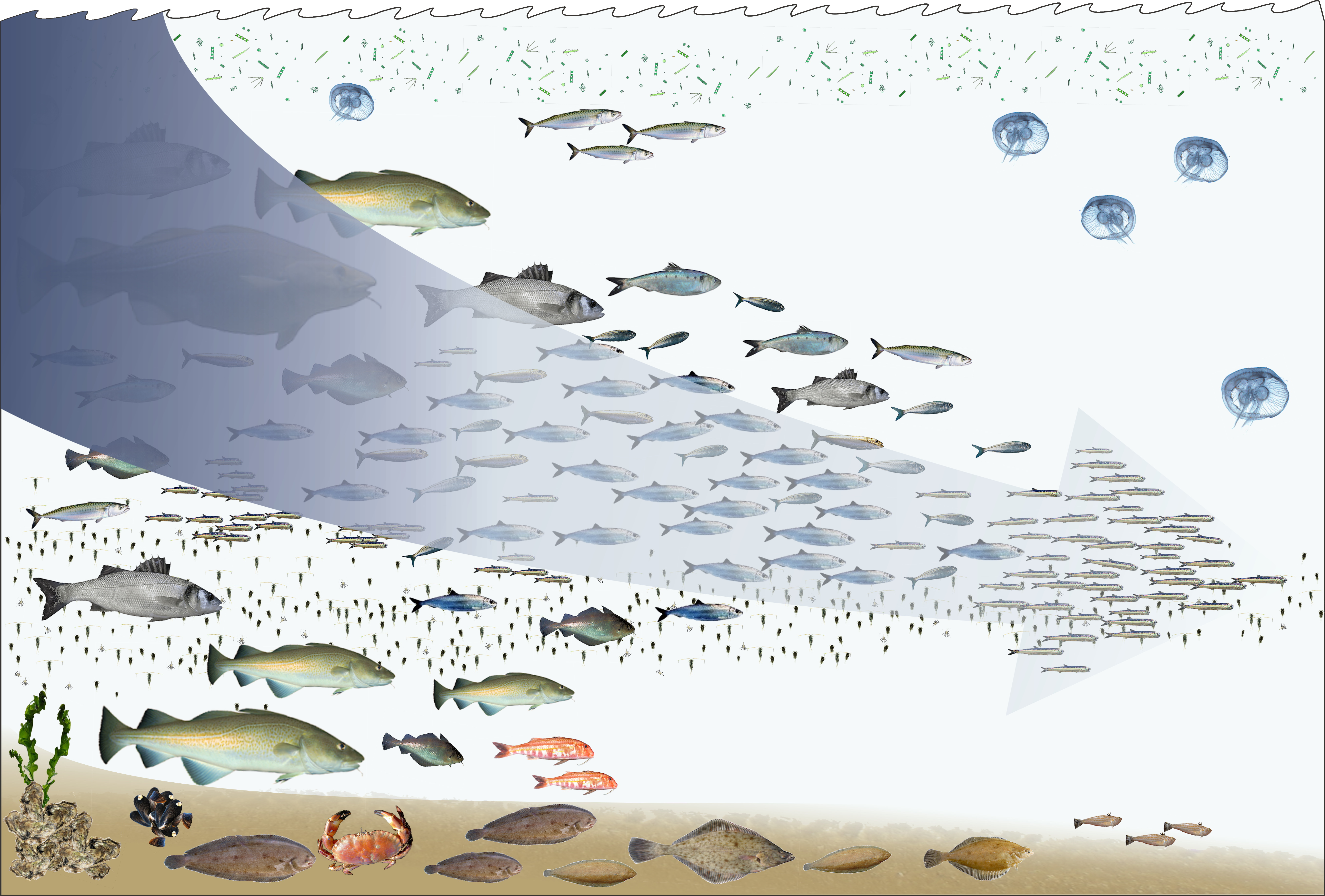
A pesca perturba a teia alimentar dos peixes

O impacto ambiental da pesca inclui questões como a disponibilidade de peixes, pesca predatória e gestão da pesca ; bem como o impacto da pesca industrial em outros elementos do meio ambiente, como capturas acessórias . Essas questões fazem parte da conservação marinha e são abordadas em programas de ciências da pesca. De acordo com um relatório da FAO 2019, a produção global de peixes, crustáceos, moluscos e outros animais aquáticos continuou a crescer e atingiu 172,6 milhões de toneladas em 2017, com um aumento de 4,1 por cento em comparação com 2016. Há uma lacuna crescente entre a oferta de peixes e a demanda, em parte devido ao crescimento da população mundial.
A revista Science publicou um estudo de quatro anos em novembro de 2006, que previa que, nas tendências prevalecentes, o mundo ficaria sem frutos do marcapturados na natureza em 2048. Os cientistas afirmaram que o declínio foi resultado da sobrepesca, poluição e outros fatores ambientais que estavam reduzindo a população de peixes ao mesmo tempo em que seus ecossistemas eram aniquilados. Muitos países, como Tonga, Estados Unidos, Austrália e Bahamas, e órgãos de gestão internacional tomaram medidas para administrar adequadamente os recursos marinhos.
Os recifes de corais também estão sendo destruídos pela pesca excessiva por causa das enormes redes que são arrastadas ao longo do fundo do oceano durante a pesca de arrasto . Muitos corais estão sendo destruídos e, como consequência, o nicho ecológico de muitas espécies está em jogo.

## Efeitos no habitat marinho

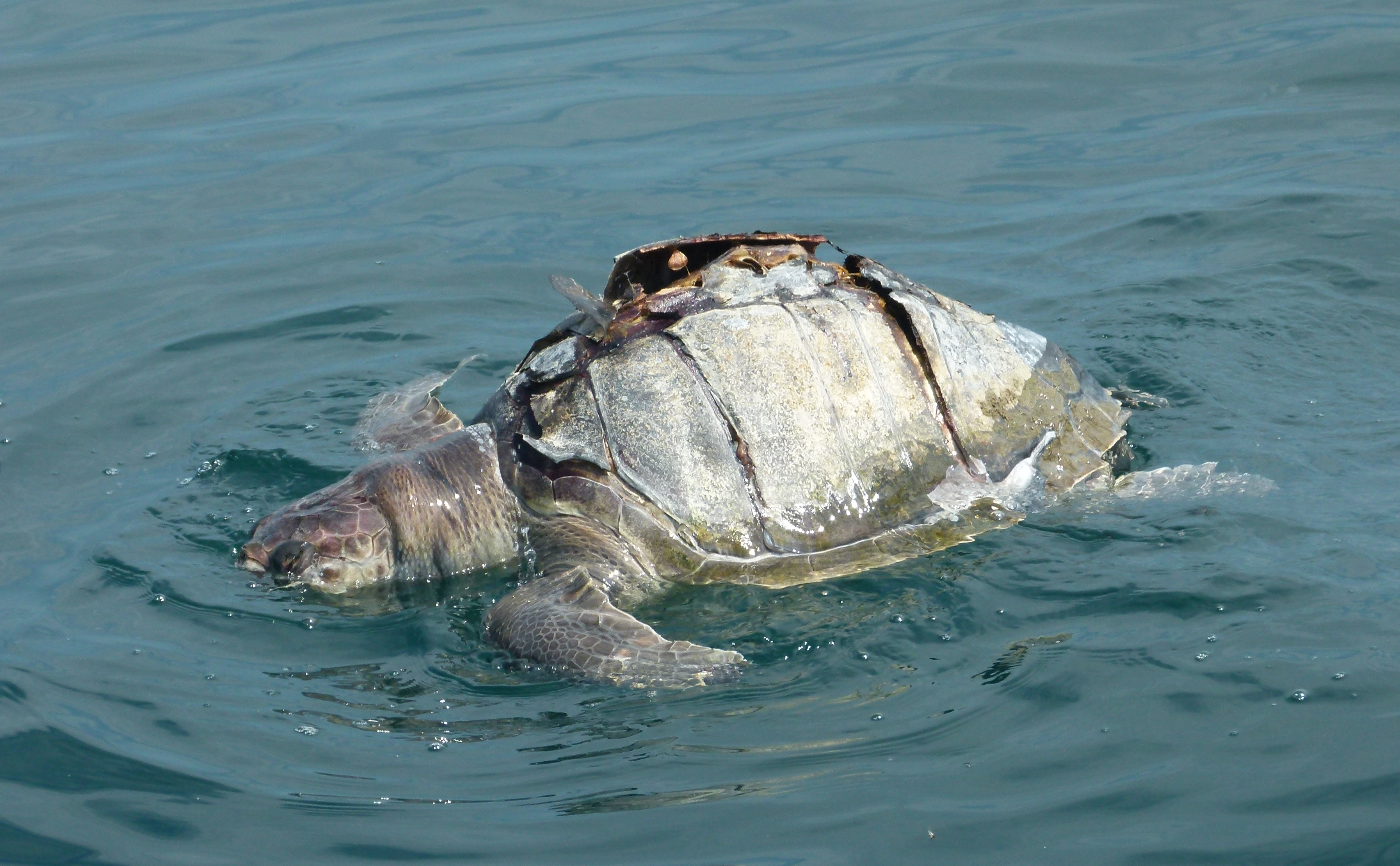
Uma tartaruga marinha morta por uma hélice de barco

Algumas técnicas de pesca causam a destruição do habitat. A pesca explosiva  e a pesca com cianeto, que são ilegais em muitos lugares, prejudicam o habitat circundante. A pesca explosiva se refere à prática de usar explosivos para capturar peixes. A pesca com cianeto se refere à prática de usar cianeto para atordoar os peixes para coleta. Essas duas práticas são comumente usadas para o comércio de aquários e o comércio de alimentos para peixes vivos. Essas práticas são destrutivas porque afetam o habitat em que os peixes de recife vivem depois que os peixes foram removidos. O arrasto de fundo, a prática de puxar uma rede de pesca ao longo do fundo do mar atrás dos arrastões, remove cerca de 5 a 25% da vida do fundo do mar de uma área em uma única corrida. A maioria dos impactos deve-se às práticas de pesca comercial. Um relatório de 2005 do Projeto do Milênio da ONU, encomendado pelo Secretário-Geral da ONU, Kofi Annan, recomendou a eliminação da pesca de arrasto no alto mar até 2006 para proteger os montes submarinos e outros habitats ecologicamente sensíveis. Isso não foi feito.
Em meados de outubro de 2006, o presidente dos Estados Unidos, George W. Bush, juntou-se a outros líderes mundiais pedindo uma moratória sobre a pesca de arrasto de profundidade, prática que muitas vezes tem efeitos nocivos no habitat marinho e, portanto, nas populações de peixes. Nenhuma ação adicional foi realizada (Vivek). O ecossistema aquático do animal marinho também pode entrar em colapso devido à destruição da cadeia alimentar.
Além disso, a pesca fantasma é uma grande ameaça devido à pesca de captura. A pesca fantasma ocorre quando uma rede, como uma rede de emalhar ou arrasto, é perdida ou descartada no mar e flutua nos oceanos e ainda pode agir para capturar organismos marinhos. De acordo com o Código de Conduta para Pesca Responsável da FAO, os Estados devem agir para minimizar a quantidade de equipamentos perdidos e abandonados e trabalhar para minimizar a pesca fantasma.

## Perturbação ecológica
A pesca excessiva pode resultar na exploração excessiva dos serviços do ecossistema marinho. A pesca pode causar vários efeitos fisiológicos e psicológicos negativos para as populações de peixes, incluindo: aumento dos níveis de estresse e lesões corporais resultantes de anzóis alojados. Frequentemente, quando esse limite é ultrapassado, a histerese pode ocorrer dentro do ambiente. Mais especificamente, algumas perturbações ecológicas observadas no ecossistema marinho do Mar Negro resultaram de uma combinação de sobrepesca e várias outras atividades humanas relacionadas que afetaram negativamente o meio ambiente marinho e o ecossistema. A perturbação ecológica também pode ocorrer devido à pesca excessiva de espécies de peixes essenciais, como o peixe-azulejo e a garoupa, que podem ser chamados de engenheiros de ecossistema .
A pesca pode interromper as cadeias alimentares ao visar espécies específicas e em demanda. Pode haver pesca excessiva de espécies de presas, como sardinhas e anchovas, reduzindo assim o suprimento de alimentos para os predadores. A interrupção desses tipos de espécies do meio da teia alimentar pode ter efeitos em todo o ecossistema. Também pode haver o aumento de espécies de presas quando os peixes-alvo são espécies predadoras, como salmão e atum.
A sobrepesca e a poluição dos oceanos também afetam sua capacidade de armazenamento de carbono e, portanto, contribuem para a crise climática.

## Captura acessória
Captura acidental é a parte da captura que não é a espécie-alvo. Estes são mantidos para venda ou descartados. Até mesmo pescadores esportivos descartam muitos peixes não-alvo e alvos na margem enquanto pescam. Para cada 1 quilo de espécies-alvo capturadas, até 5 quilos de espécies marinhas não intencionais são capturadas e descartadas como capturas acessórias. Até 40% (63 bilhões de quilos) dos peixes capturados globalmente todos os anos são descartados, e até 650.000 baleias, golfinhos e focas são mortos todos os anos por navios de pesca.

## Extração e abate de tubarões

### Barbatana de tubarão
Finning de tubarão é o ato de remover as barbatanas dos tubarões e descartar o resto do tubarão. Os tubarões muitas vezes ainda estão vivos quando descartados, mas sem suas nadadeiras. Incapazes de nadar com eficiência, eles afundam no fundo do oceano e morrem sufocados ou são comidos por outros predadores. Embora estudos sugiram que 73 milhões de tubarões são eliminados a cada ano, cientistas notaram que os números podem ser maiores, com cerca de 100 milhões de tubarões sendo mortos por finning a cada ano. A morte de milhões de tubarões causou danos catastróficos ao ecossistema marinho .

### Abate de tubarões
O abate de tubarões é a matança de tubarões em programas governamentais de "controle de tubarões". Esses programas existem para reduzir o risco de ataques de tubarão - no entanto, os ambientalistas dizem que eles não reduzem o risco de ataques de tubarão; eles também dizem que o abate de tubarões prejudica o ecossistema marinho . O abate de tubarões ocorre atualmente nos estados australianos de  New South Walese Queensland, em KwaZulu-Natal, na África do Sul, e em Réunion, França. O programa de "controle de tubarões" de Queensland matou cerca de 50.000 tubarões entre 1962 e 2018 - o programa de Queensland usa dispositivos letais, como redes para tubarões e linhas de tambor . Milhares de outros animais, como tartaruga e golfinhos, foram mortos em Queensland como captura acidental . O programa de abate de tubarões de Queensland foi chamado de "desatualizado, cruel e ineficaz". O programa de abate de tubarões em New South Wales (que usa redes) matou milhares de tubarões, tartarugas, golfinhos e baleias . O programa de abate de tubarões de KwaZulu-Natal matou mais de 33.000 tubarões em um período de 30 anos.

## Detritos marinhos
Pesquisas recentes mostraram que, em massa, os detritos de pesca, como boias, linhas e redes, representam mais de dois terços dos grandes detritos plásticos encontrados nos oceanos; na Grande Mancha de Lixo do Pacífico, as redes de pesca sozinhas representam pelo menos 46% dos detritos. Da mesma forma, foi demonstrado que os detritos da pesca são uma das principais fontes de detritos plásticos encontrados nas costas da Coreia. As espécies marinhas interagem com os detritos de duas maneiras: por meio do emaranhamento (onde os detritos se enredam ou prendem os animais) ou pela ingestão dos detritos (intencionalmente ou acidentalmente). Ambos são prejudiciais ao animal. Os detritos marinhos que consistem em velhas redes de pesca ou redes de arrasto podem frequentemente estar ligados a fenômenos como a pesca fantasma, em que os detritos da rede, conhecidos como redes fantasmas, continuam a se enredar e capturar peixes. Um estudo realizado no sul do Japão com polvos observou que havia uma taxa de mortalidade estimada de 212.000 a 505.000 polvos por ano nas áreas de pesca da área, devido em grande parte à pesca fantasma. Rastrear o lixo e monitorar a logística de eliminação de dejetos humanos, especialmente os materiais residuais associados à pesca, é um método para reduzir o lixo marinho. O uso de inovações tecnológicas ou mecânicas, como drones de limpeza de detritos marinhos, pode servir para reduzir ainda mais a quantidade de detritos nos oceanos.

## Impactos da pesca recreativa
A pesca recreativa é a pesca praticada por esporte ou competição, enquanto a pesca comercial é a captura de frutos do mar, muitas vezes em grandes quantidades, para obter lucro. Ambos podem ter impactos ambientais diferentes quando se trata de pesca.
Embora muitos presumam que a pesca recreativa não tem um grande impacto sobre os peixes, na verdade é responsável por quase um quarto dos peixes capturados nos Estados Unidos, muitos deles sendo peixes comercialmente valiosos. A pesca recreativa tem seu maior impacto sobre os detritos marinhos, a sobrepesca e a mortalidade de peixes. A mortalidade liberada na pesca recreativa é igual aos impactos da captura acidental na pesca comercial. Estudos sugeriram que melhorar a gestão da pesca recreativa em escala global poderia gerar benefícios sociais substanciais da mesma escala que reformar a pesca comercial.

### Pegue e solte
A pesca de captura e soltura envolve várias práticas para reduzir os impactos ambientais negativos da pesca, que incluem: a duração, o tempo e o tipo de anzol usado durante a pesca. Para aumentar a eficácia da pesca de captura e soltura e mitigar seus impactos negativos, são necessárias diretrizes específicas para as espécies. Essas diretrizes ajudam a adaptar regras e regulamentos específicos para espécies específicas de peixes em relação a suas localizações e ciclos de acasalamento e migração. Um estudo em 2005 descobriu que a taxa média de mortalidade de captura e liberação foi de 18%, mas variou muito por espécie. Embora a pesca de pegar e soltar tenha sido amplamente utilizada na pesca recreativa, ela também é benéfica para manter as populações de peixes em um nível estável para que a pesca comercial receba benefícios sociais e econômicos. A combinação da pesca do tipo pesque e solte com métodos de coleta de dados de biotelemetria permite que os pesquisadores estudem os efeitos biológicos da pesca do tipo pesque e solte nos peixes, a fim de se adequar melhor a esforços e soluções de conservação futuras.

## Contramedidas

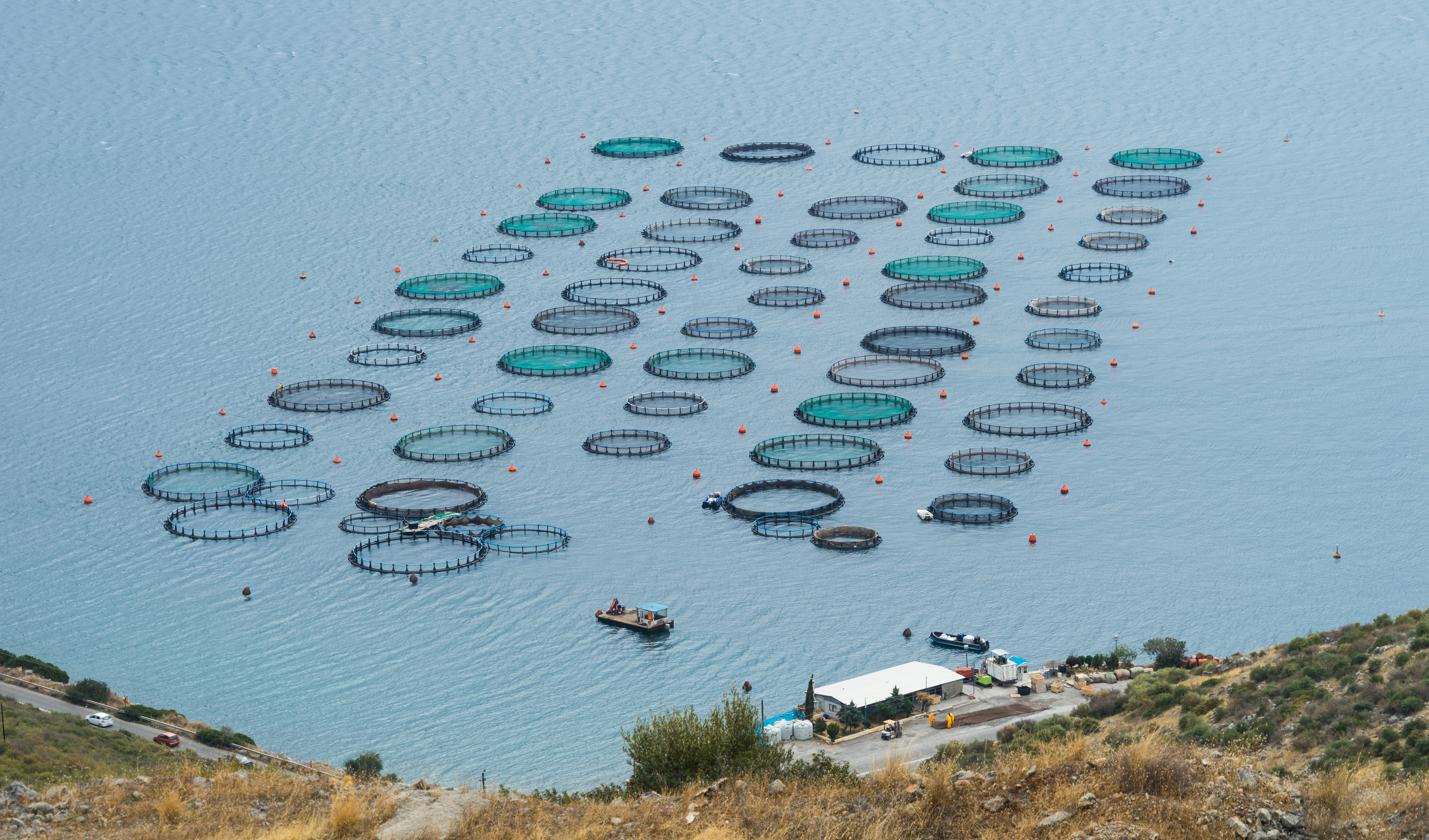
Rede de pesca com utensílios relacionados para a coleta e obtenção de peixes.

### Gestão pesqueira e piscicultura
Um método para aumentar o número da população de peixes e reduzir a severidade dos impactos ambientais adversos e distúrbios ecológicos é a utilização de sistemas tradicionais de gestão da pesca . Essencialmente, a gestão da pesca tradicional incorpora os aspectos da gestão da pesca; no entanto, os esforços de conservação levam em conta conceitos que colocam restrições sobre o tipo de equipamento usado e a os locais onde a pesca é permitida. A gestão da pesca tradicional também incorpora as comunidades nos seus esforços de conservação, o que muitas vezes resulta em cenários de gestão onde há esforços de conservação de cogestão liderados pelas comunidades.
A gestão de pescas baseada em ecossistemas é outro método usado para a conservação de peixes e remediação de impactos. Em vez de focar os esforços de conservação em apenas uma única espécie de vida marinha, o manejo baseado em ecossistemas é usado em várias espécies de peixes dentro de um ambiente. Para melhorar a adoção desses tipos de gestão pesqueira, é importante reduzir as barreiras de entrada para cenários de gestão, a fim de tornar esses métodos mais acessíveis para a pesca em todo o mundo.
Muitos governos e órgãos intergovernamentais implementaram políticas de gestão da pesca destinadas a reduzir o impacto ambiental da pesca. A conservação da pesca visa controlar as atividades humanas que podem diminuir completamente um estoque de peixes ou destruir todo um ambiente aquático. Essas leis incluem as cotas sobre a captura total de determinadas espécies em uma pescaria, cotas de esforço (por exemplo, número de dias no mar), os limites do número de embarcações permitidas em áreas específicas e a imposição de restrições sazonais à pesca.
Em 2008, um estudo em grande escala de pescarias que usava cotas individuais transferíveis e outras que não forneciam fortes evidências de que as cotas individuais transferíveis podem ajudar a prevenir colapsos e restaurar pescarias que parecem estar em declínio.
A piscicultura tem sido proposta como uma alternativa mais sustentável à captura tradicional de peixes silvestres . No entanto, descobriu-se que a criação de peixes tem impactos negativos sobre os peixes selvagens próximos e a criação de peixes predadores como o salmão pode depender da alimentação de peixes baseada em farinha de peixe e óleo de peixe .

### Reservas marinhas
As reservas marinhas servem para promover a proteção ambiental e a segurança da vida selvagem marinha. As próprias reservas são estabelecidas por meio de planos ou políticas de proteção ambiental que designam um ambiente marinho específico como protegido. Os recifes de coral são um dos muitos exemplos que envolvem a aplicação de reservas marinhas no estabelecimento de áreas marinhas protegidas. Também houve iniciativas de reservas marinhas localizadas nos Estados Unidos, Caribe, Filipinas e Egito . Para mitigar os impactos ambientais negativos da pesca em ambientes marinhos, as reservas marinhas têm como objetivo criar, melhorar e reintroduzir a biodiversidade na área. Como resultado, os principais benefícios decorrentes da implementação deste tipo de esforço de gestão incluem impactos positivos para a proteção do habitat e conservação das espécies.